# Electrochimie cuantică
Electrochimia cuantică este domeniu cuprinde noțiuni din electrodinamică și mecanică cuantică aplicate domeniului electrochimiei și este studiat de o gamă foarte mare de cercetători din domenii profesionale diferite. Domeniile de origine includ inginerie chimică, electrică și mecanică, chimie și fizică.
Mai exact, domeniul este aplicarea unor metode mecanic-cuantice, cum ar fi teoria densității de funcțională la studiul proceselor electrochimice, inclusiv transferul de electroni de la electrozi, incluzând de asemenea modele cum ar fi teoria Marcus.